# Una donna per la vita
Una donna per la vita è un film del 2012, scritto, diretto ed interpretato da Maurizio Casagrande insieme a Sabrina Impacciatore, Neri Marcorè e Margareth Madè. Il film è stato distribuito nelle sale italiane il 21 settembre 2012.

## Trama
Maurizio Cardella lavora come addetto alla reception in un Hotel a 5 stelle sul lungomare partenopeo. L'uomo è fidanzato da 9 anni con Marina, ragazza disordinata e costantemente in ritardo ad ogni appuntamento. I due devono partire con l'auto per un fine settimana e in questa occasione Maurizio si cimenta nel discorso da fare a Marina per lasciarla. Quest'ultima cercando invano nella borsa l'orologio del padre di Maurizio, il quale pretende di averlo sempre con sé in quanto unico ricordo di suo padre, si distrae ed automaticamente fa distrarre anche Maurizio il quale perde il controllo del veicolo e causa un incidente. Dopo il risveglio in ospedale Maurizio si fa negare in ogni modo da Marina la quale lo perseguita ininterrottamente. Durante una seduta di riabilitazione fisica Maurizio conosce Nadine che oltre ad essere una bravissima chiropratica è anche una bellissima donna. I due si piacciono subito ed iniziano così a frequentarsi. Fin quando un bel giorno Nadine riceve la risposta positiva di una domanda da lei inoltrata tempo prima ad una grandissima e famosa struttura riabilitativa che si trova all'estero. Maurizio accetta l'invito di seguirla in questa avventura. È pronto a lasciare tutto, amici, lavoro, Napoli, pur di seguirla, ma all'aeroporto spunta per l'ennesima volta la sua ormai ex fidanzata e... finale a sorpresa.

## Produzione
L'hotel dove sono state girate delle scene è il Grand Hotel Vesuvio di Napoli.